# Saint-Georges-sur-Moulon
 Saint-Georges-sur-Moulon  es una población y comuna francesa, situada en la región de  Centro, departamento de Cher, en el distrito de Bourges y cantón de Saint-Martin-d'Auxigny.

## Demografía
| 315 | 362 | 414 | 524 | 645 | 667 |
| Para los censos de 1962 a 1999 la población legal corresponde a la población sin duplicidades (Fuente: INSEE [Consultar]) |     |     |     |     |     |